# In Concert/MTV Plugged
In Concert/MTV Plugged je koncertni video i album Brucea Springsteena iz 1993.
To je dio MTV-jeve Unplugged serije, snimljen 22. rujna 1992. u Warner Hollywood Studios u Los Angelesu usred Springsteenove turneje "Other Band" Tour.
Springsteen je samostalno na akustičnoj gitari izveo dotad neobjavljenu pjesmu "Red Headed Woman", a zatim su on i "Other Band" (bilo je to u periodu kad je E Street Band bio raspušten) električnim instrumentima nastavili show. Navodno je Springsteen bio nezadovoljan akustičnim aranžmanima i tako je razbijen Unplugged format.

## Album
Album nije bio smjesta objavljen u Americi, a kad je to 1997. konačno i učinjeno, dospio je na 189. mjesto na ljestvici albuma - do danas, najlošije plasirani album u njegovoj karijeri - nije dostigao ni zlatnu nakladu. Razlog tome može biti i odluka o neobjavljivanju u Sjedinjenim Državama. Bio je popularan u Ujedinjenom Kraljevstvu, gdje se popeo na 4. mjesto ljestvice albuma.

### Popis pjesama
Tekstovi i glazba: Bruce Springsteen. 
| Br. | Skladba                        | Trajanje |
| --- | ------------------------------ | -------- |
| 1.  | »Red Headed Woman«             | 2:51     |
| 2.  | »Better Days«                  | 4:27     |
| 3.  | »Atlantic City«                | 5:37     |
| 4.  | »Darkness on the Edge of Town« | 4:40     |
| 5.  | »Man's Job«                    | 5:43     |
| 6.  | »Human Touch«                  | 7:29     |
| 7.  | »Lucky Town«                   | 5:07     |
| 8.  | »I Wish I Were Blind«          | 5:14     |
| 9.  | »Thunder Road«                 | 5:28     |
| 10. | »Light of Day«                 | 8:17     |
| 11. | »If I Should Fall Behind«      | 4:44     |
| 12. | »Living Proof«                 | 6:04     |
| 13. | »My Beautiful Reward«          | 5:57     |

## Video
VHS izdanje objavljeno je prije bilo kojeg audio izdanja, 15. prosinca 1992., a trajalo je 120 minuta. Na njemu se našlo više pjesama nego na kasnijem audio izdanju.
9. studenog 2004. je objavljena i DVD verzija.

## Set lista
1. "Red Headed Woman"
2. "Better Days"
3. "Local Hero"
4. "Atlantic City"
5. "Darkness on the Edge of Town"
6. "Man's Job"
7. "Growin' Up"
8. "Human Touch"
9. "Lucky Town"
10. "I Wish I Were Blind"
11. "Thunder Road"
12. "Light of Day"
13. "The Big Muddy"
14. "57 Channels (and Nothin' On)"
15. "My Beautiful Reward"
16. "Glory Days"

Bonus pjesme koje se nisu pojavile u emisiji MTV-a: 
1. "Living Proof"
2. "If I Should Fall Behind"
3. "Roll of the Dice"

## "Other Band"
- Bruce Springsteen – vokali, gitara i harmonika
- Zachary Alford – bubnjevi
- Roy Bittan – klavijature
- Shane Fontayne – gitara
- Tommy Sims – bas
- Crystal Taliefero – gitara, perkusije i prateći vokali
- Gia Ciambotti – prateći vokali
- Carol Dennis – prateći vokali
- Cleopatra Kennedy – prateći vokali
- Bobby King – prateći vokali
- Angel Rogers – prateći vokali
- Patti Scialfa – gitara i prateći vokali na "Human Touch"